# Avocat d'office
 (septembre 2024).
Avocat d'office est une série télévisée de trois épisodes de 90 minutes. Le premier épisode a été diffusé pour la première fois par TF1 le 14 avril 1995. Les deux autres épisodes ont été diffusés pour la première fois en 1997 également sur TF1.

## Synopsis
Claire Moretti (Marlène Jobert), avocate passionnée, défend des jeunes en difficulté dans le cadre d'enquêtes où elle accepte d'être "commis d'office" par des juges d'instructions.

## Distribution
- Marlène Jobert : Claire Moretti
- Hélène de Fougerolles : Marie
- Bernard Verley : Adrien Moretti

## Épisodes
1. Les enfants d'abord réalisé par Gabriel Aghion
2. L'Amour piégé réalisé par Bernard Stora
3. Marchands de rêves réalisé par Daniel Vigne